# Jean-Louis Olry
Jean-Louis Olry (n. 6 august 1946, Montrouge, Seine, Franța) este un canoist ce a reprezentat Franța, medaliat olimpic. A participat la o ediție a Jocurilor Olimpice (1972) în care a câștigat o medalie de bronz.

## Participări
Lista de mai jos prezintă principalele competiții la care a participat Jean-Louis Olry de-a lungul carierei.
- canoeing at the 1972 Summer Olympics – men's slalom C-2[*]